# Giuseppe Piermarini
Giuseppe Piermarini (n 18 iulie 1734, Foligno - 18 februarie 1808, Foligno) a fost un arhitect italian, reprezentant al stilului neoclasic milanez. Printre proiectele sale cele mai cunoscute se numără Opera din Milano Teatro alla Scala.

## Galerie

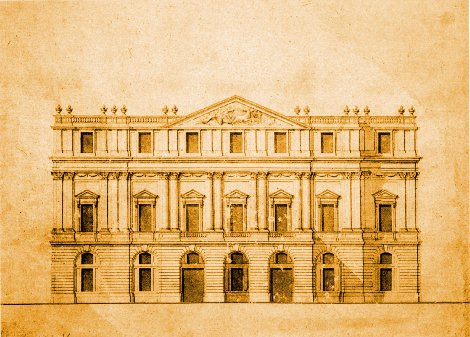
Teatro alla Scala: Schiță din 1779
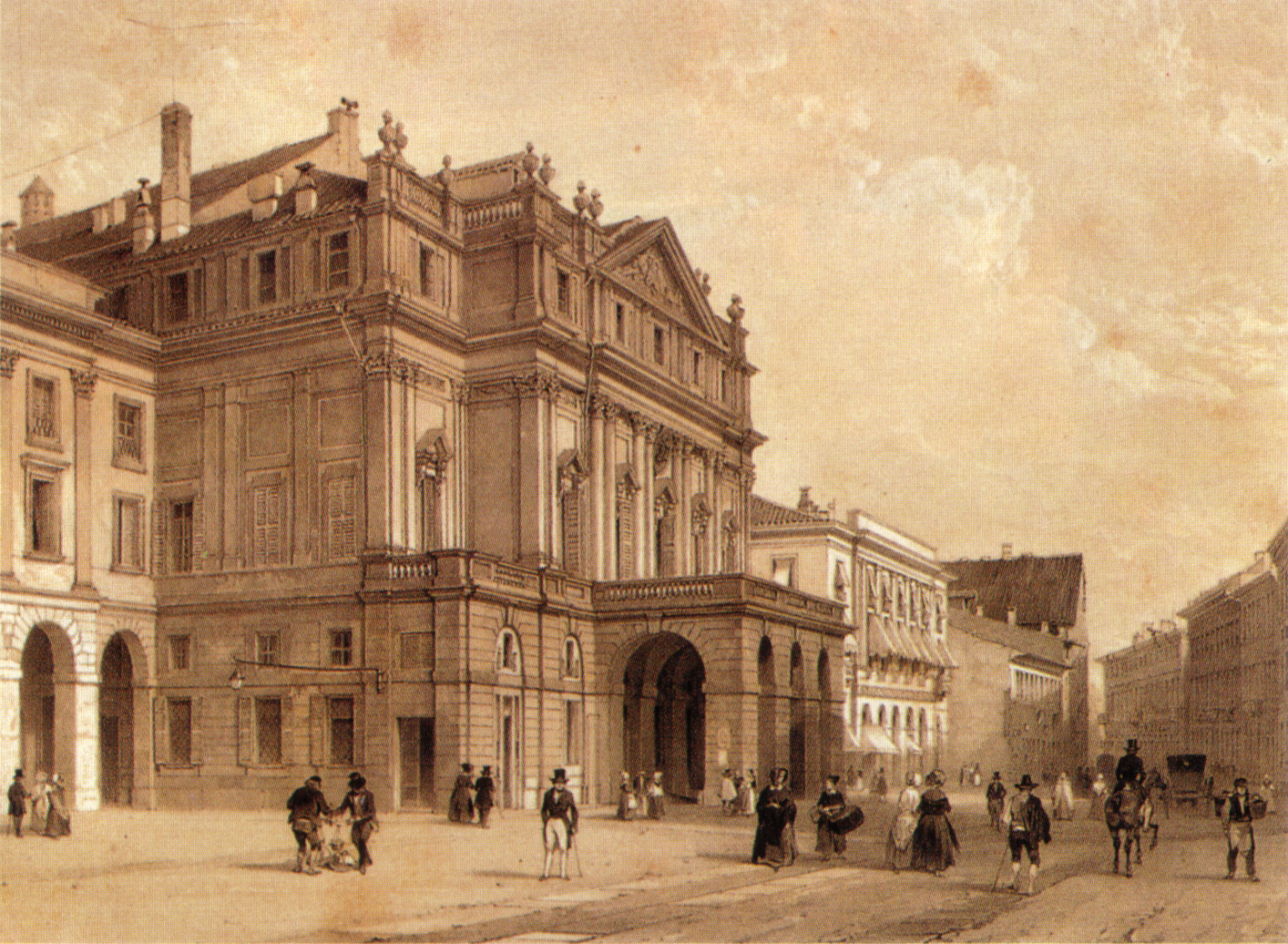
Teatro alla Scala secolul XIX
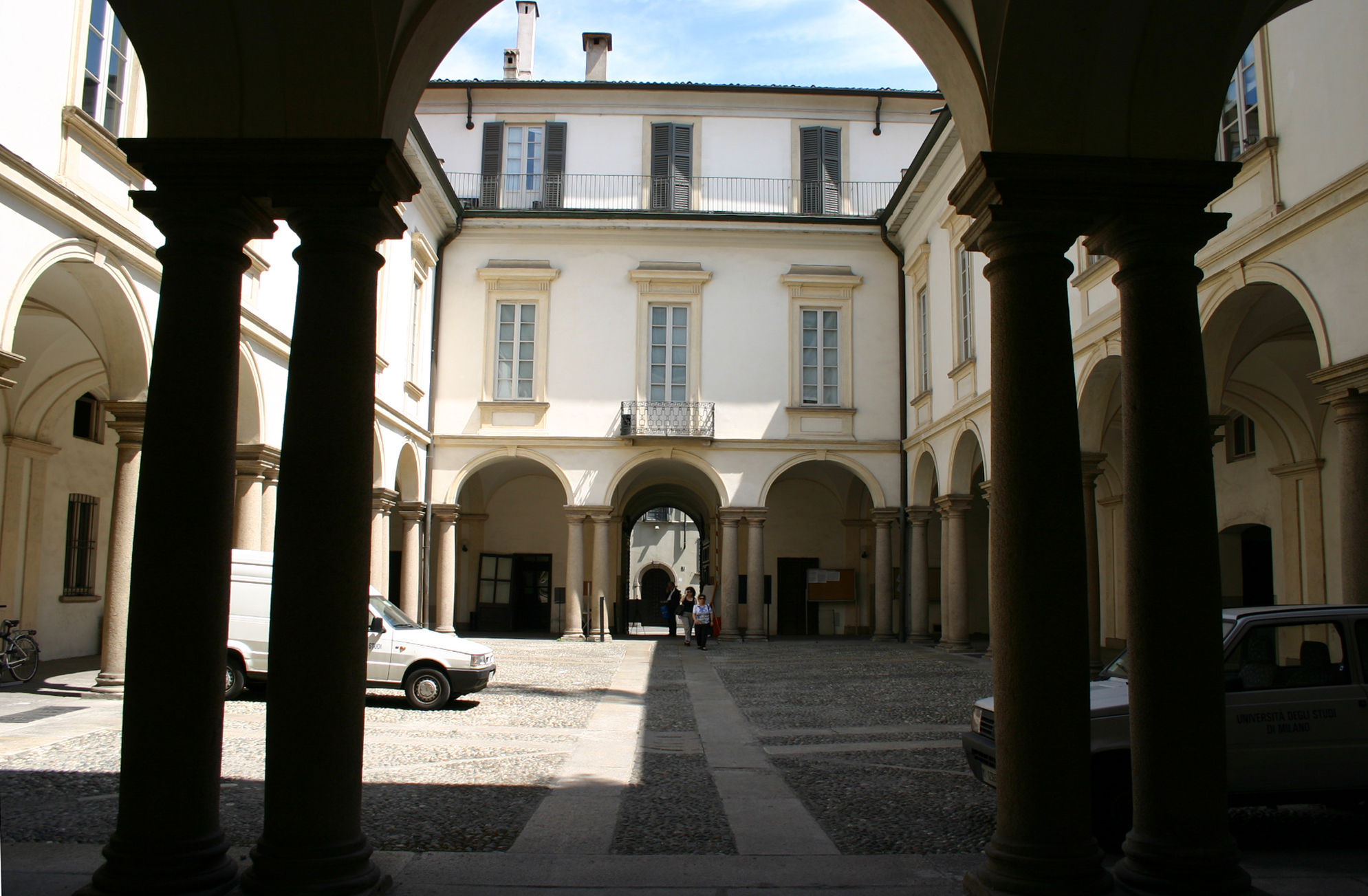
Cortile, Palazzo Greppi, Milano (1776)
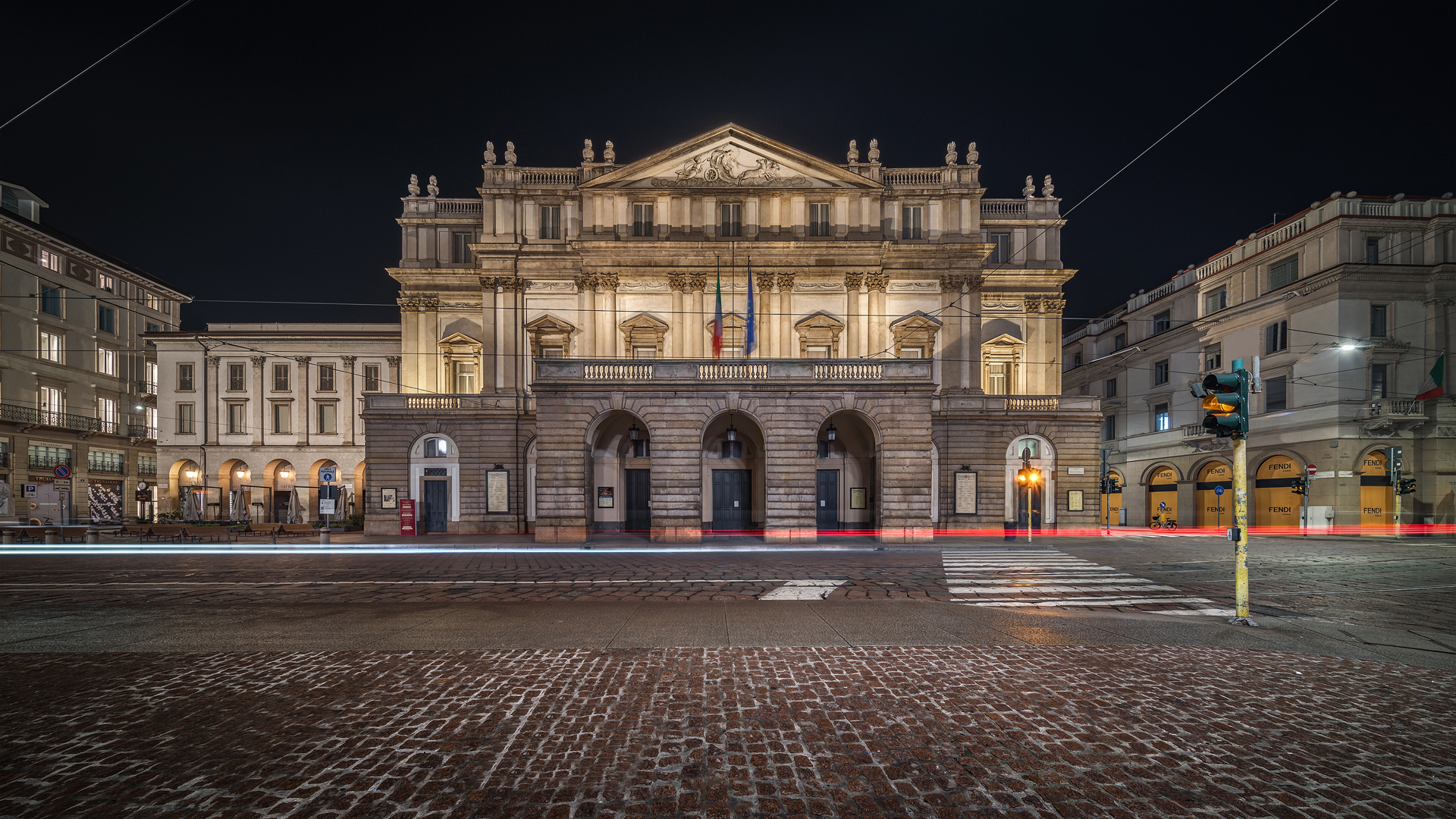
Teatro alla Scala, Milano
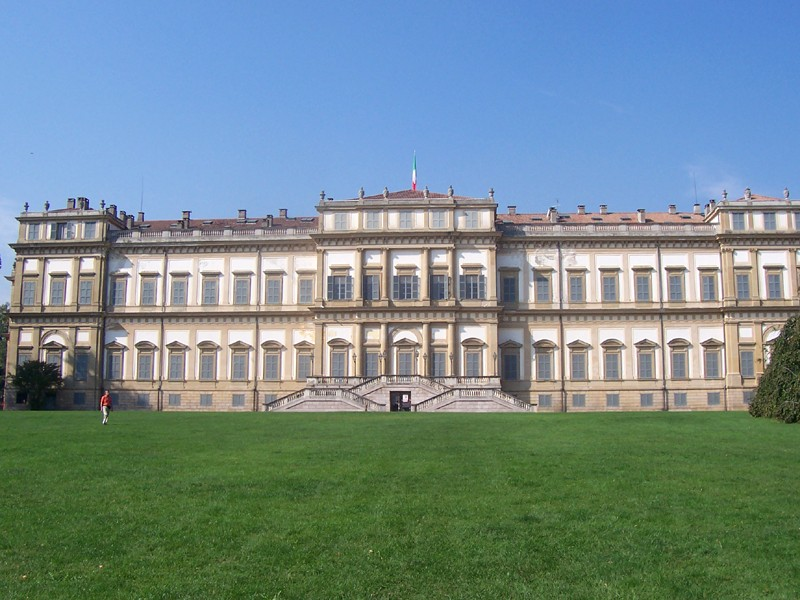
Vila regală din Monza
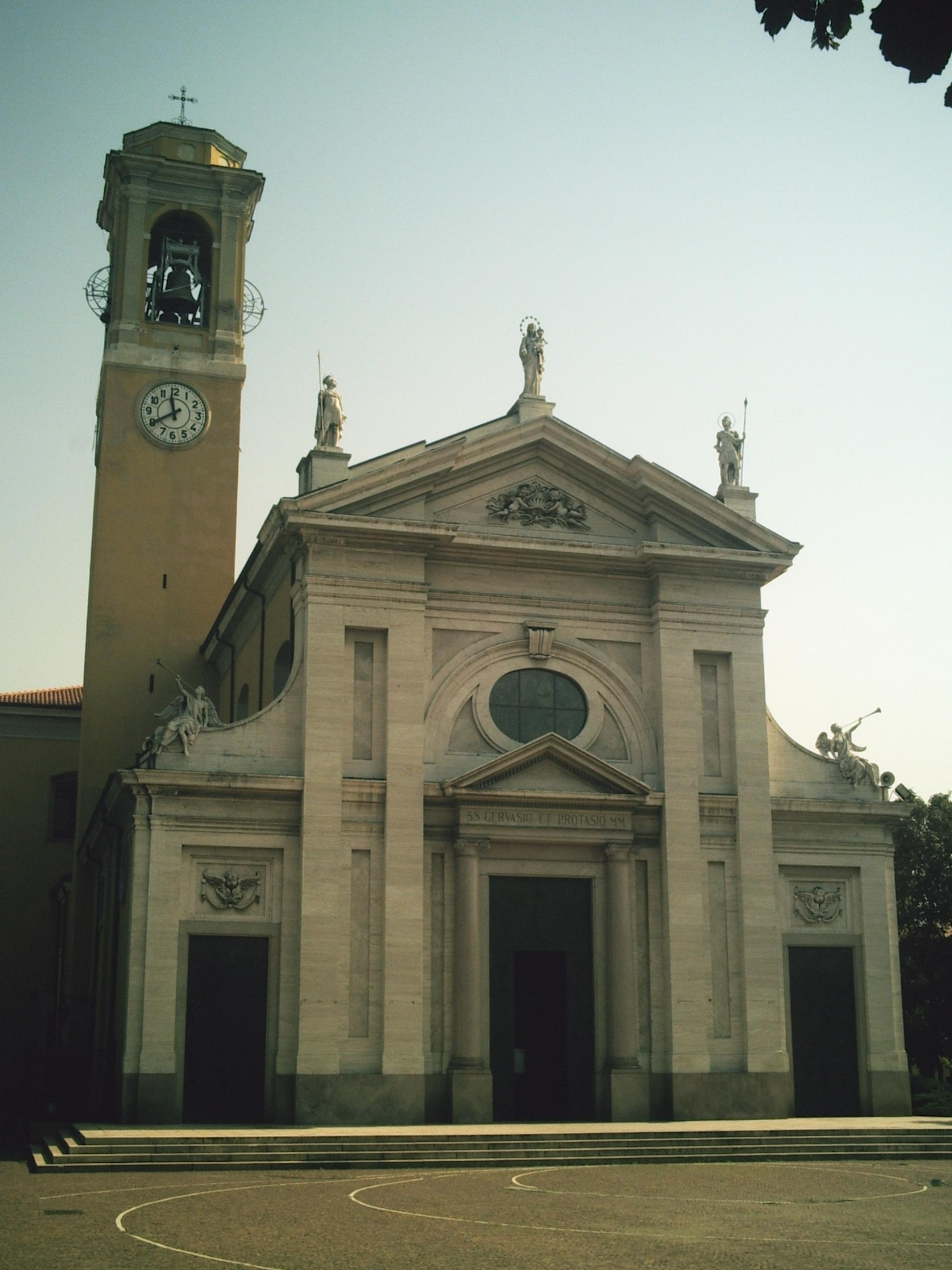
Prepositurale dei Santi Gervasio e Protasio